# Johann Esgers

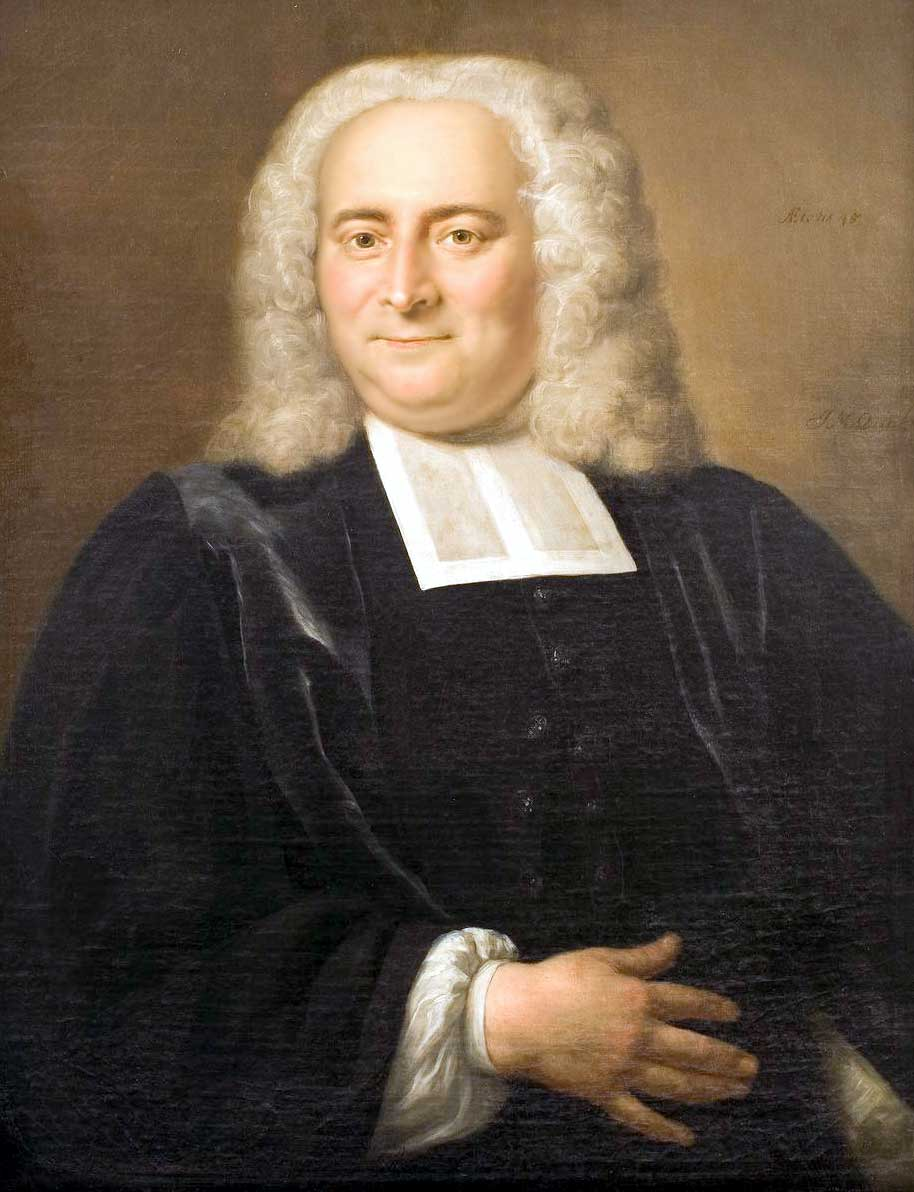
Johann Esgers

Johann Esgers (* 30. November 1696 in Amsterdam; † 28. Mai 1755 in Leiden) war ein reformierter niederländischer Theologe.

## Leben
Esgers hatte seine erste Ausbildung am Athenaeum Illustre Amsterdam erhalten. Am 12. September 1714 immatrikulierte er sich an der Universität Leiden, wo er ein Studium der Theologie und besonders die alten, sowie orientalischen Sprachen bei Johannes Wessel und Johannes a Marck studierte. Nach kurzer Zeit als theologischer Kandidat übernahm er am 18. September 1718 ein Pfarramt in den Dörfern Ooster- und Westerblokker. In gleicher Eigenschaft wechselte er am 12. August 1725 als Pfarrer nach Naarden, am 14. Mai 1730 als Pfarrer nach Middelburg und am 26. Februar 1736 als Pfarrer seiner Geburtsstadt nach Amsterdam. In seiner pfarr-amtlichen Tätigkeit erwarb er sich solches Ansehen, dass ihn die Kuratoren der Leidener Hochschule am 12. Juli 1740 zum Professor der Theologie beriefen.
Zu diesem Zweck wurde er vom Senat der Hochschule am 6. Oktober 1740 zum Doktor der Theologie ernannt und er trat den ihm übertragenen Lehrstuhl am 10. Oktober 1740 mit der Einführungsrede De supremo ecclesiae Doctore, et ab eo edoctorum felicissimo statu an. Zudem erhielt er 21. Dezember 1750 die Berufung als Professor der hebräischen Altertümer, welche er am 18. Oktober 1751 mit der Rede De fontibus unde theologo pernecessaria antiquitatum hebraicarum notitia haurienda sit übernahm. Er beteiligte sich auch an den organisatorischen Aufgaben der Leidener Hochschule und war 1752/53 Rektor der Alma Mater, welche Aufgabe er mit der Rede De rivulis ex fontibus antiquitatum hebraicarum subinde deductis (8. Febr. 1753) niederlegte.

## Werke
- Inwijdings-redenvoeringe over den Oppersten Leeraar der Kerke en den zeer gelukkigen staat van die van hem geleert zijn.... Amsterdam 1741
- Lijkrede op C. van den Bogaerden. Amsterdam 1740
- De regimine ecclesiae non monarchico. Leiden 1741